# Polynoncus guttifer
Polynoncus guttifer is een keversoort uit de familie beenderknagers (Trogidae). De wetenschappelijke naam van de soort is voor het eerst geldig gepubliceerd in 1868 door Harold.